# Xã Garfield, Quận Bay, Michigan
Xã Garfield (tiếng Anh: Garfield Township) là một xã thuộc quận Bay, tiểu bang Michigan, Hoa Kỳ. Năm 2010, dân số của xã này là 1.743 người.